# 第154战斗攻击机中队 (美国海军)
第154战斗攻击中队（英語：Strike Fighter Squadron 154 (VFA-154)），也被称为“黑骑士”，是一支驻扎于美国加利福尼亚州勒莫尔海军航空站的美国海军战斗机与攻击机中队。黑骑士是一个作战舰队中队，目前使用的战机为波音F/A-18F超级大黄蜂。他们目前隶属第11舰载飞行联队，并部署在尼米兹号航空母舰上。他们的机尾代码是NH，呼号为“骑士”。

## 历史

### 1940年代后期到1980年代

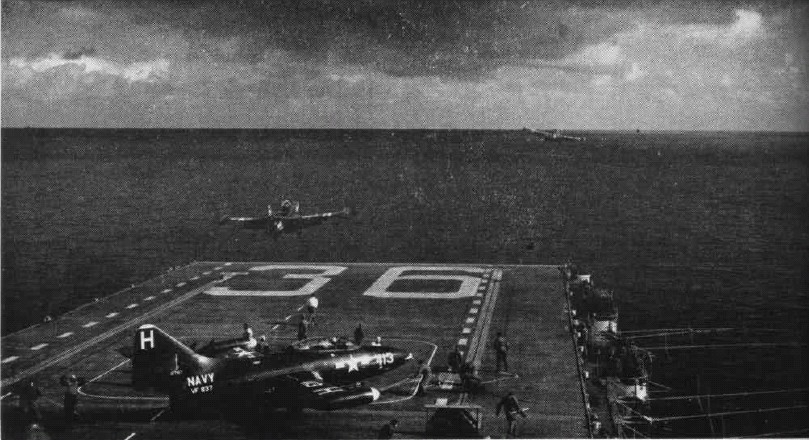
VF-837中队的F9F-2B战斗机正从“安蒂特姆号”航空母舰上起飞，摄于韩国。
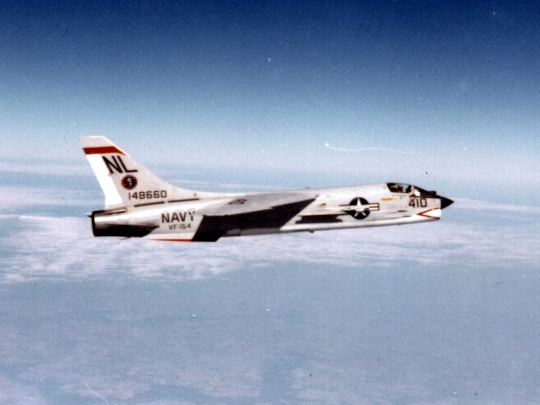
一架来自VFA-154的F-8D十字军战士式战机，摄于1960年代早期。
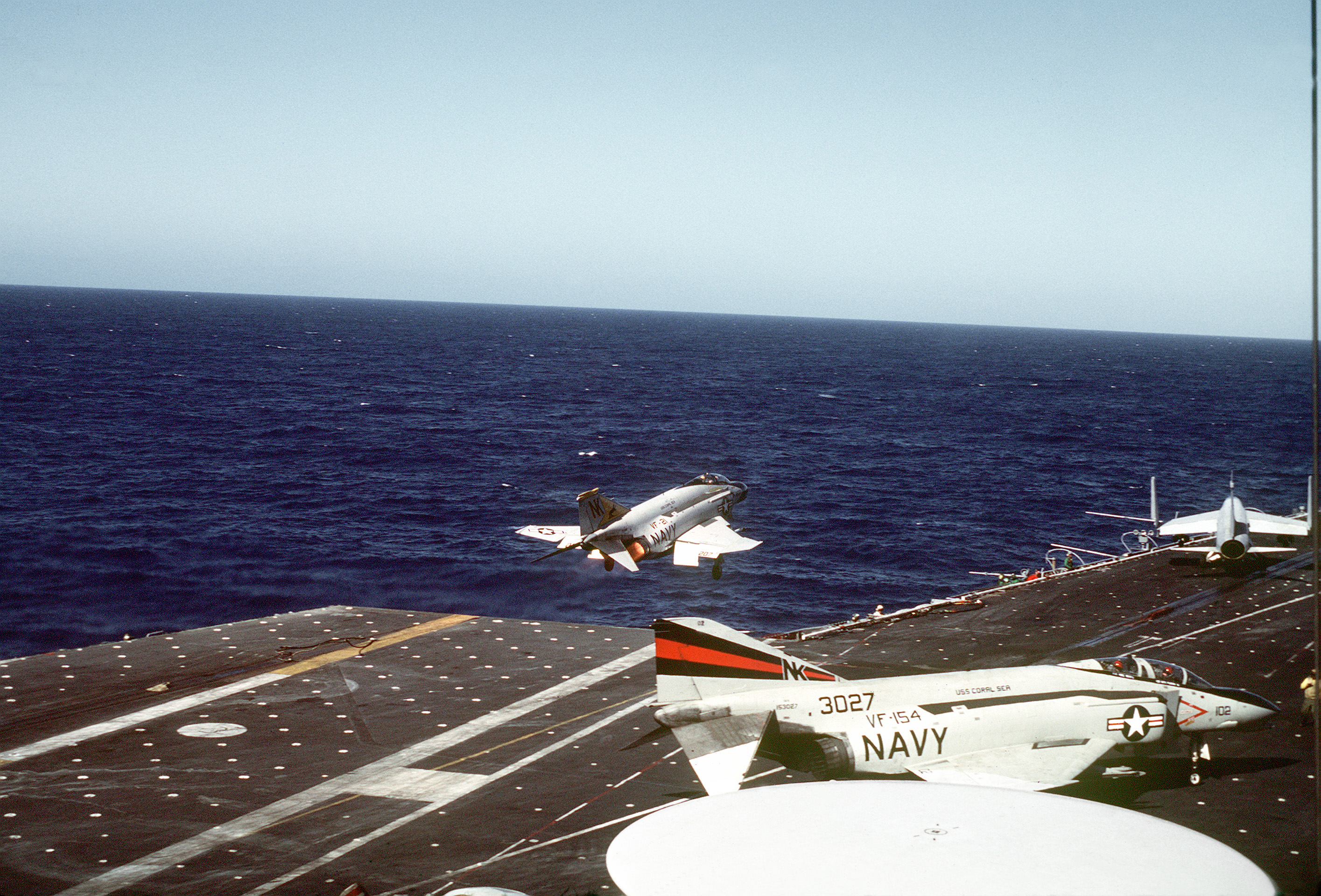
一架来自VF-154的F-4N鬼怪II（右）登上“珊瑚海号”航空母舰上。

### 1990年代

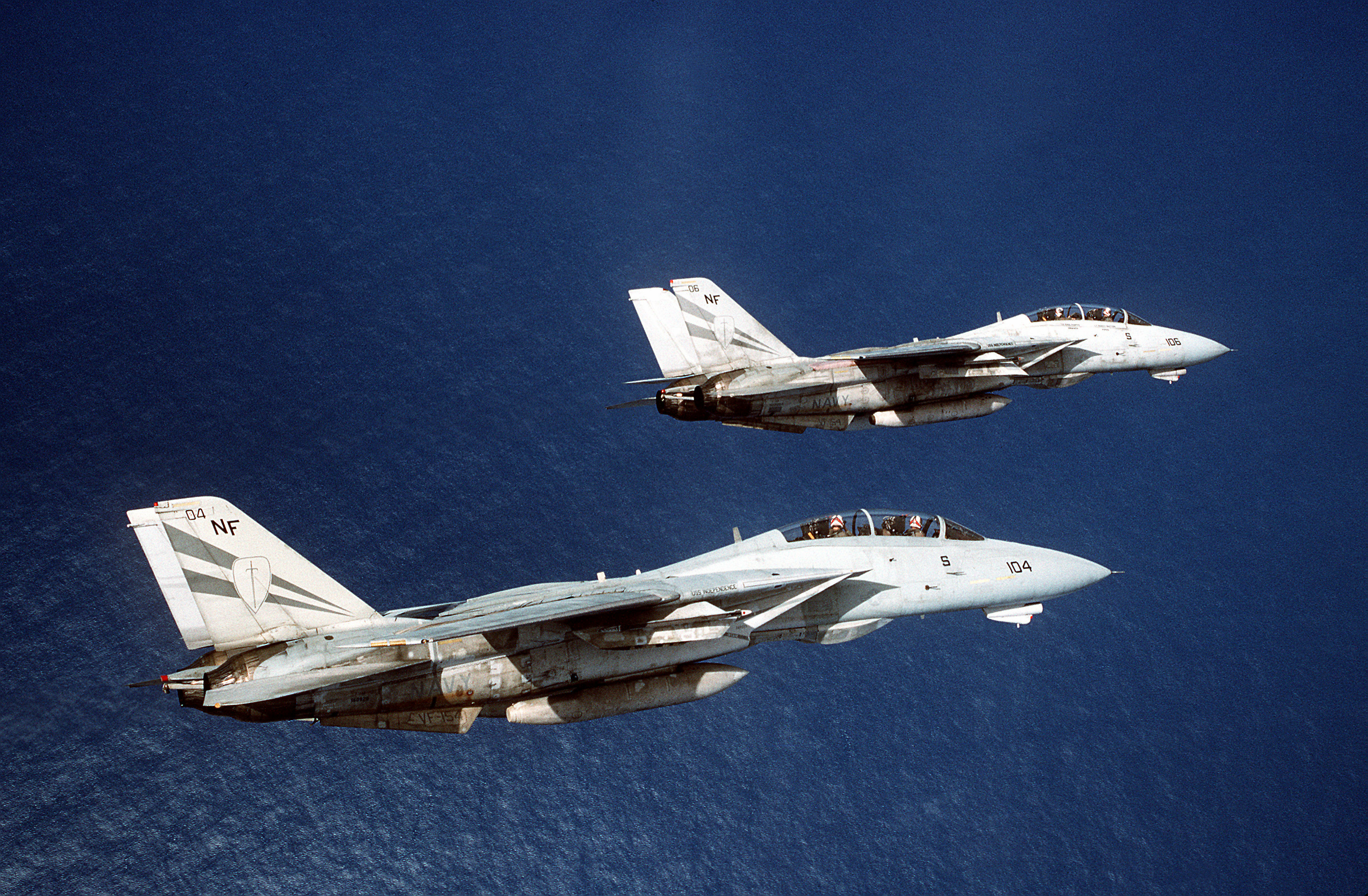
来自VF-154的F-14A雄猫执行部分辗轧在马里亚纳群岛塞班岛。
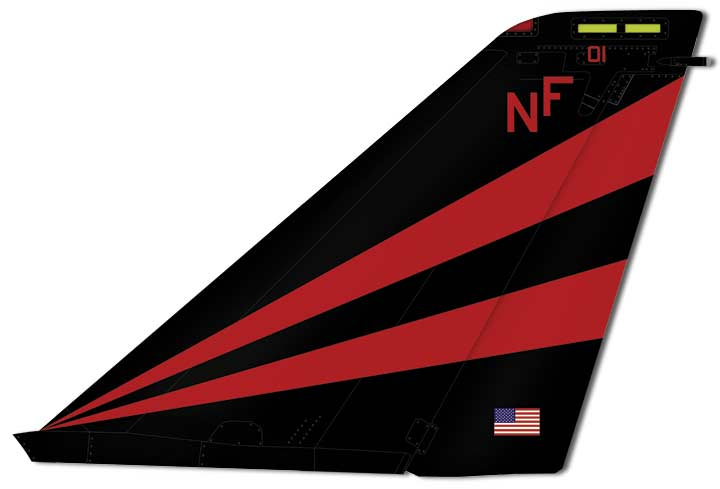
VF-154的F-14机尾标记

### 2000年代

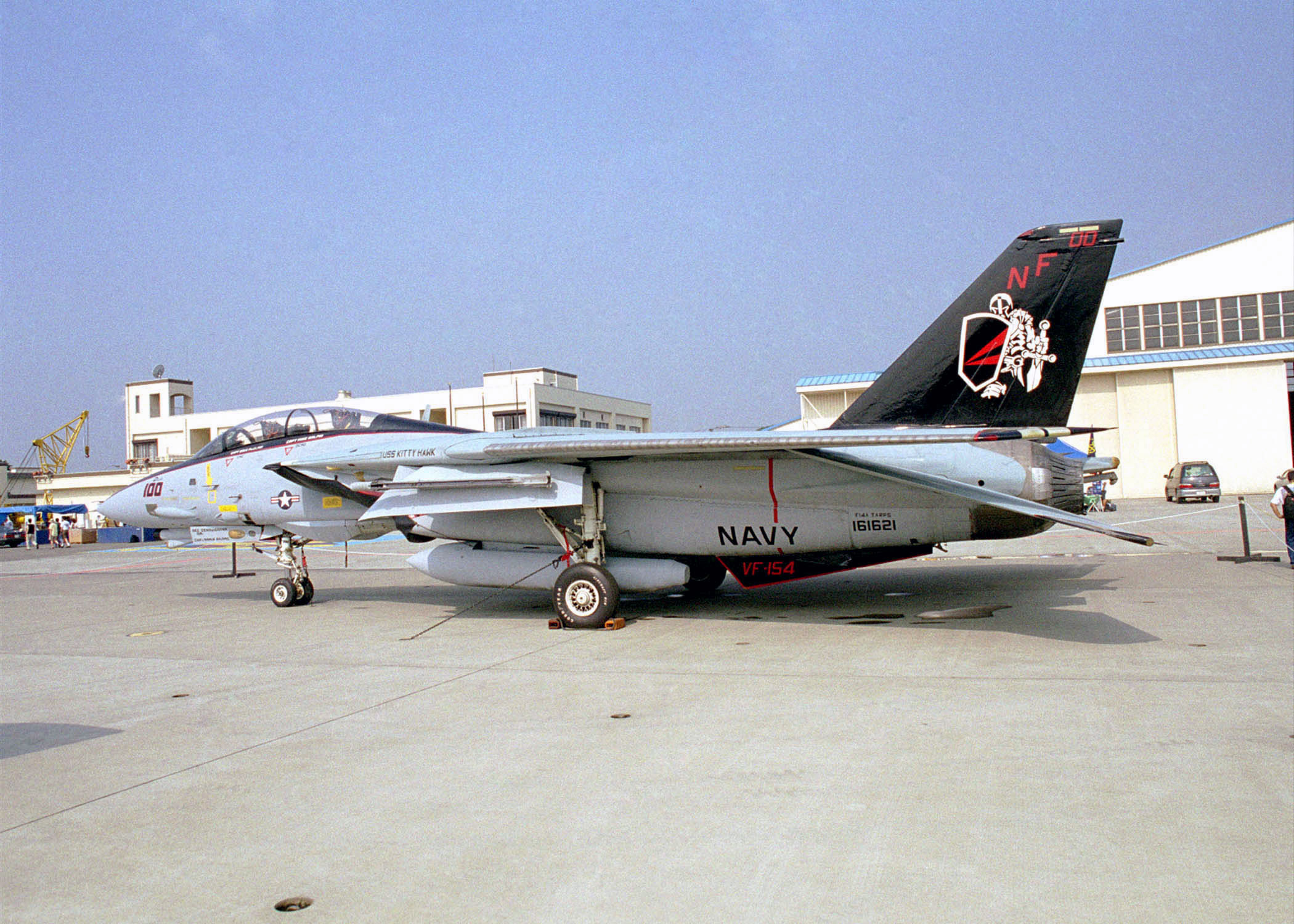
一架来自VF-154的F-14雄猫。
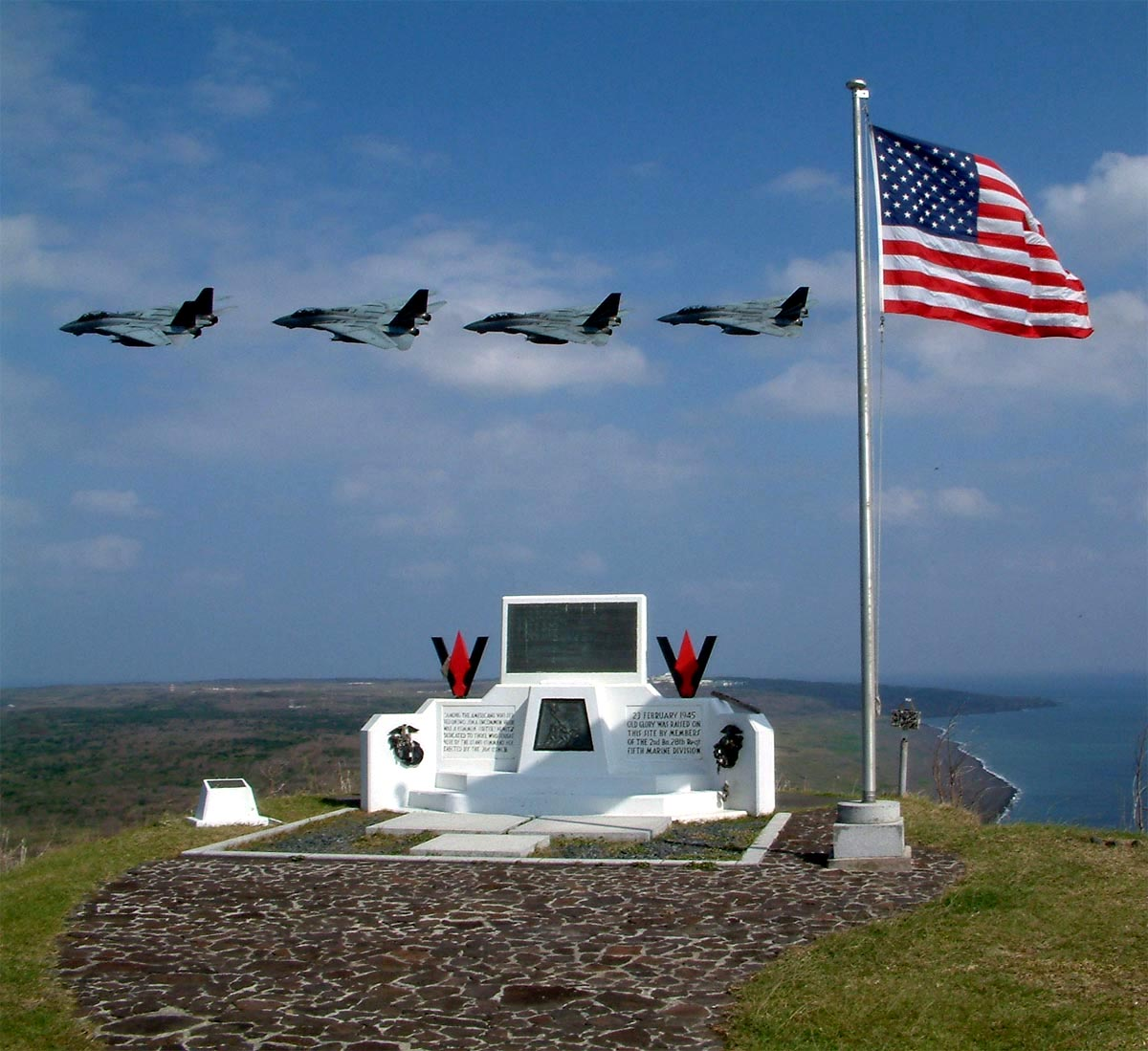
2003年1月：VF-154飞过日本摺钵山纪念馆的上空。
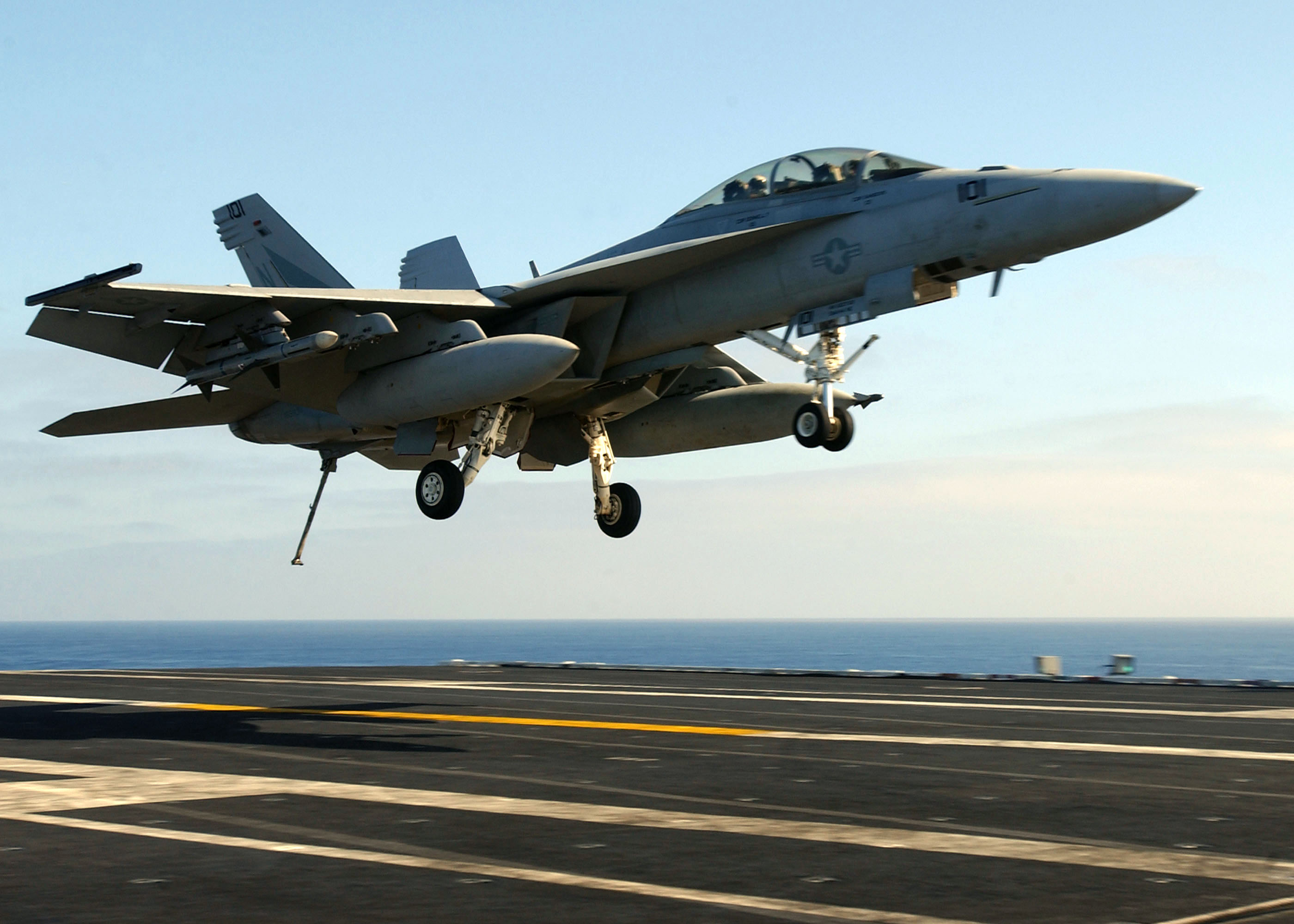
一架来自VFA-154的F/A-18F超级大黄蜂于2006年。

## 另请参阅
- VMFA-314 同名的美国海军陆战队战斗攻击机中队
- VMM-264 同名的美国海军陆战队中型直升机中队
- 新加坡空军黑骑士 - 同名的新加坡空军官方特技表演队。
- VF-1 美国海军第1“狼群”战斗机中队
- VFA-31 美国海军第31“雄猫人”战斗攻击机中队
- VF-84 美国海军第84“骷髅”战斗机中队
- VFA-143 美国海军第143“呕吐犬”战斗攻击机中队